# Акатизија
Акатизија је поремећај кретања окарактерисан осећајем душевног немира и немогућности стања мирноће. Обично су ноге најизраженије погођене. Људи који имају овај поремећај могу се врпољити, клатити се напред—назад или ходати тамо—амо. Други могу само да се осећају непријатно. Компликације могу да доведу до самоубиства. Овај поремећај може бити последица симптома анксиозности, злоупотребе супстанци или терапијом лековима.
Антипсихотици, посебно антипсихотици прве генерације, водећи су узрок. Други узроци могу бити селективни инхибитори преузимања серотонина, метоклопрамид, ресерпин, Паркинсонова болест и неизлечива шизофренија. Може се појавити и након заустављања антипсихотика. Верује се да основни механизам укључује допамин. Дијагноза се заснива на симптомима. Она се разликује од синдрома немирних ногу у томе што није повезана са спавањем.
Третман може обухватати пребацивање на антипсихотик са мањим ризиком од стања. Лекови са принудним доказима о побољшањима укључују дифенхидрамин, тразодон, бензатропин, миртазапин и бета блокаторе. Витамин Б6 или поправка недостатка гвожђа такође могу бити корисни. Око половине људи на антипсихотицима развија стање. Термин је први пут користио Ладислав Хашковец, који је тај феномен описао 1901. године. Она је изведена од антонима грчког значења грч. καθίζειν (kathízein) — „сести” или другим речима „немогућност седења”.